# Айсаз (приток Черталы)
Айсаз (устар. Ай-Саз, Айзас) — река в Каргасокском районе Томской области России. Устье реки находится в 169 км по левому берегу реки Чертала. Длина реки составляет 95 км. Площадь водосборного бассейна — 1090 км².

## Притоки
- 33 км слева: Ломовая
- ? км справа: Окуневка
- 56 км слева: Почва
- ? км справа: Чашка
- ? км слева: Игнашева
- ? км справа: Сосновая
- 73 км слева: Малый Айсаз
- 81 км слева: Айсаз

## Данные водного реестра
По данным государственного водного реестра России относится к Верхнеобскому бассейновому округу, водохозяйственный участок реки — Васюган, речной подбассейн реки — Васюган. Речной бассейн реки — (Верхняя) Обь до впадения Иртыша.
Код объекта в государственном водном реестре — 13010800112115200030102.